# Petroglyphen von Backa

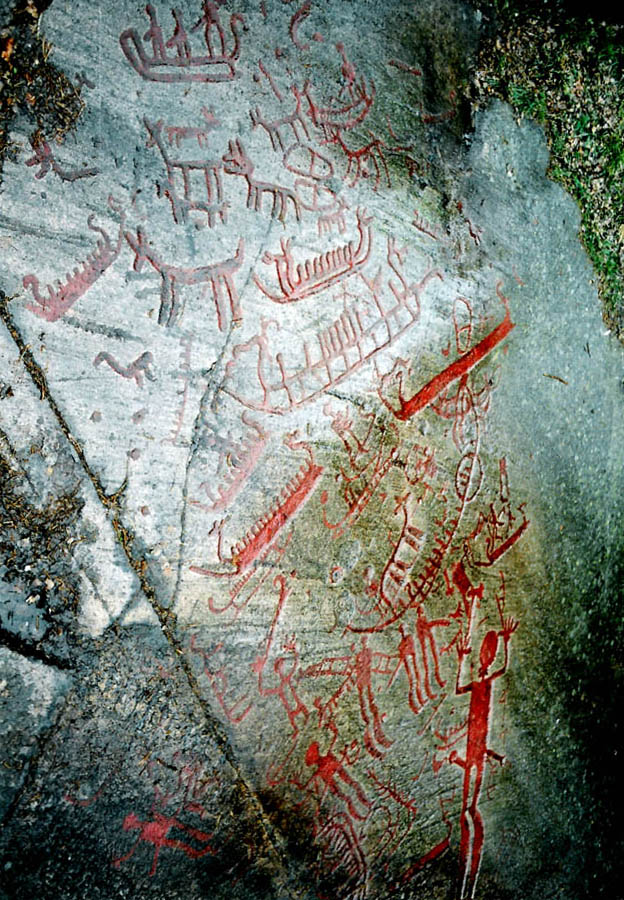
Teilansicht der Petroglyphen mit dem „Schuhmacher“ im unteren Teil

Die Petroglyphen von Backa sind ein Felsenbild im schwedischen Kirchenspiel Brastad in der Gemeinde Lysekil und der Provinz Västra Götalands län. Sie sind am Rande eines Waldes neben der Landstraße zwischen den Dörfern Backa und Immestad in das freiliegende Gestein eingearbeitet. Die Zeichnungen stammen aus der Bronzezeit und entstanden zwischen 1000 und 500 v. Chr. Als die Petroglyphen eingearbeitet wurden, war die jetzige Halbinsel Stångenäs eine Insel, die sich durch die postglaziale Landhebung etwa 15 Meter hob. Die ersten neuzeitlichen Beschreibungen stammen aus dem 17. Jahrhundert. Zur besseren Sichtbarkeit wurden viele Figuren mit roter Farbe gefüllt.

## Beschreibung
Der Felsen neigt sich von Nordwesten nach Südosten und liegt zwischen 40 und 45 Meter Höhe. Die Anzahl der Petroglyphen beträgt etwa 360. Dazu zählen 57 Schiffsbilder, 49 Menschenbilder, 13 Vogelbilder, 27 andere Tierbilder, 2 Wagenbilder, 15 Fußsohlenbilder, ein Baumbild, eine Figur, die einem heraldischen Wappen ähnelt, 9 ovale Abdrücke in einer Reihe, 73 Cup-and-Ring-Markierungen sowie eine Vielzahl anderer Darstellungen. Die Schiffe sind 20 bis 160 cm lang und teilweise bemannt. Die Größe der meisten Menschenbilder variiert zwischen 10 und 160 cm, wobei bei einigen dicke Waden oder ein Phallus auffällig sind. Bei anderen sind die ausgestreckten Finger erkennbar, manche bestehen nur aus dem Oberkörper oder dem Leistenbereich mit Beinen und weitere tragen Speere oder Äxte. Die größte Figur von etwa 200 cm Länge hat von den Altertumsforschern die Bezeichnung Schuhmacher erhalten, da zur Zeit des Fundes ein Schuhmacher in der Nähe wohnte, der dieser Figur mit ihrem Hammer ähnelte. Die bis zu 50 cm langen Tierbilder wurden als Hirsche, Hunde und Pferde gedeutet.
In mehreren Fällen ist die Sonne abgebildet, die in Schiffen, auf Pferdegespannen oder auf Stativen mitgetragen wird.
Die Reihe der 2 bis 3 cm langen Ovale ist 27 cm lang. Die Petroglyphen sind vermutlich über einen längeren Zeitraum entstanden. Sie sind im unteren Bereich stark von Verwitterung betroffen, da der Fels hier flach ist und sich Wasser ansammelt.

## Entdeckungsgeschichte
Als der norwegische Gelehrte Peder Alfssön 1627 das Gebiet besuchte, nahm er an, dass die Bilder von Steinmetzen des Mittelalters geschaffen wurden, die sich so ihre Freizeit während des Baus der Kirche von Brastad vertrieben. Seine Skizzen, welche die Petroglyphen nicht in ihrer genauen Anordnung darstellten und die alle sexuellen Darstellungen wegließen, befinden sich in der Universität von Kopenhagen.
Die Deutung der großen Figur als Schuhmacher wurde bald verworfen. Vermutlich ist eher eine Gottheit oder ein Herrscher mit einem Kriegshammer abgebildet.